# Таджикистан (спортивне товариство)
Спортивне товариство «Таджикистан» (тадж. Чамъияти спортии «Точикистон») — республіканське профспілкове добровільне спортивне товариство Таджицької РСР, створене 1958 року.
Станом на 1960 рік у складі товариства було 164 колективи фізичної культури, що об'єднували майже 28 тисяч осіб.
Станом на 1972 рік «Таджикистан» об'єднував 66,0 тисяч фізкультурників (з усіх 336,8 тис. фізкультурників республіки).